# Ice Creamusume
Ice Creamusume (アイスクリー娘。, Aisu Kuriimusume.), (em chinês: 冰淇淋少女組。 Bing Qi Lin Shao Nu Zu.) é um grupo formado somente por garotas de J-pop e Mandopop originário de Taiwan. Elas fazem parte do ídolo japonês Hello! Project que é um coletivo de artistas sob contrato para Up-Front Group.

## Membros
- Wu Si Xuan/Shen Shen (líder) – Blueberry
- Zhong An Qi/Anchii (sub-líder) – Coffee
- Ceng De Ping/Pei Pei – Vanilla
- Zhao Guo Rong/Youko – Strawberry
- Qiu Cui Ling/Rei Rei – Chocolate-mint
- Gu Yun/Guu-chan – Mango

## Discografia

### Álbuns
| # | Título                                                       | Data de lançamento                                         | Tipo |
| - | ------------------------------------------------------------ | ---------------------------------------------------------- | ---- |
| 1 | 1st Best! (1st最棒!, 1st Saikō!), (em chinês: 1st Zui Bang!) | 9 de janeiro de 2009(Taiwan) 18 de janeiro de 2009 (Japão) | EP   |